# Astracantha rumelica
Astracantha rumelica är en ärtväxtart som först beskrevs av Aleksandr Andrejevitj Bunge, och fick sitt nu gällande namn av Reer och Dieter Podlech. Astracantha rumelica ingår i släktet Astracantha och familjen ärtväxter.

## Underarter
Arten delas in i följande underarter:
- A. r. rumelica
- A. r. taygetica